# Золотухівка
Золоту́хівка — село в Україні, у Берестинському районі Харківської області. Населення становить 43 осіб. Орган місцевого самоврядування — Медведівська сільська рада.
Після ліквідації Кегичівського району 19 липня 2020 року село увійшло до Красноградського (Берестинського) району.

## Географія
Село Золотухівка знаходиться на лівому березі річки Берестова в балці Ведмежа, вище за течією на відстані 1 км розташоване село Медведівка, нижче за течією на відстані 1 км розташоване село Власівка, на протилежному березі розташоване село Кофанівка. По селу протікає пересихаючий струмок з загатою.

## Історія
1764 — дата заснування.
Під час організованого радянською владою Голодомору 1932—1933 років померло щонайменше 11 жителів села.

## Економіка
- Молочно-товарна ферма.